# Asota nesophora
Asota nesophora är en fjärilsart som beskrevs av Edward Meyrick 1886. Asota nesophora ingår i släktet Asota och familjen nattflyn. Inga underarter finns listade i Catalogue of Life.